# 田辺研一郎 (弁護士)
田辺 研一郎（たなべ けんいちろう）は、日本の弁護士。中外合同法律事務所所属。第二東京弁護士会登録。

## 所属団体
- 第二東京弁護士会

登録番号24174

## 略歴
- 1990年 早稲田大学法学部卒業
- 1992年 司法試験合格
- 1995年 弁護士登録（第47期）、中外合同法律事務所入所

## 取扱業務
- 一般民事事件
- 会社訴訟事件
- 企業法務
- 損害賠償請求事件（交通事故等）
- 倒産事件（破産、民事再生）
- 家事事件（相続、離婚等）
- 財産管理事件（成年後見、相続財産管理等）
- 刑事事件

## 委員
- 2006年～2010年 東京家庭裁判所家事調停委員